# Hainburger Pforte

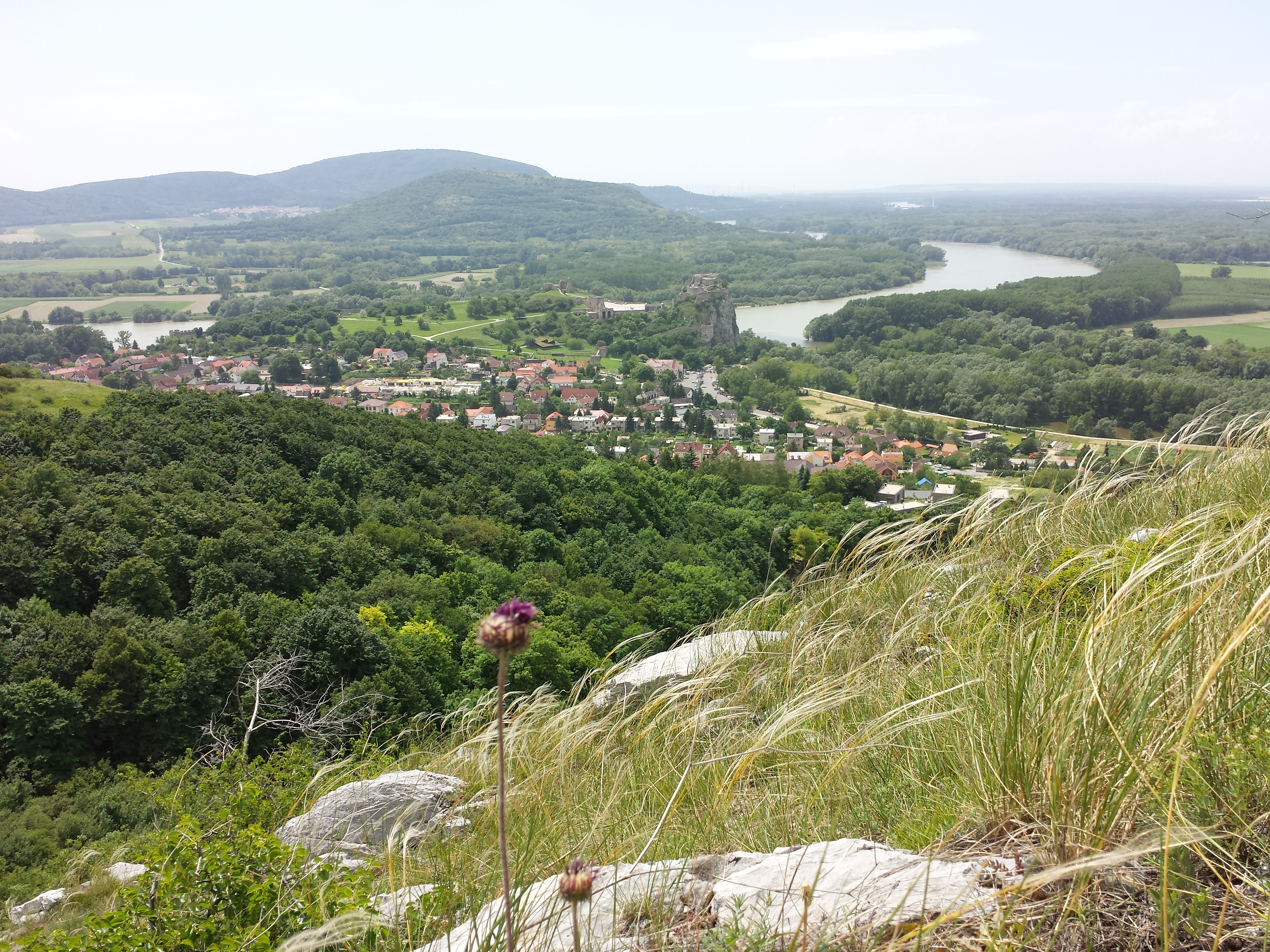
Hainburger Pforte: Blick vom Devínska Kobyla auf den Ort Devín, die Burg Devín, die Donau und den bereits in Österreich gelegenen Braunsberg. Dahinter erkennt man die Hundsheimer (Hainburger) Berge. Die Donau knickt von hinten ins Bild kommend nach links Richtung Ungarn ab, rechts die March-Mündung.

Die Hainburger Pforte oder (vor allem in der Slowakei) die Thebener Pforte (slowakisch: Devínska brána) und aktuell auch Bratislavaer/Pressburger Pforte (slowakisch: Bratislavská brána), früher Ungarische Pforte (lat. Porta Hungarica), ist ein kurzes Durchbruchstal der Donau bei Hainburg und Bratislava (Pressburg), zwischen dem Hundsheimer Berg (480 m ü. A.) in Österreich und dem Devínska Kobyla (Thebener Kogel, 514 m n.m.) in der Slowakei.

## Lage und Landschaft

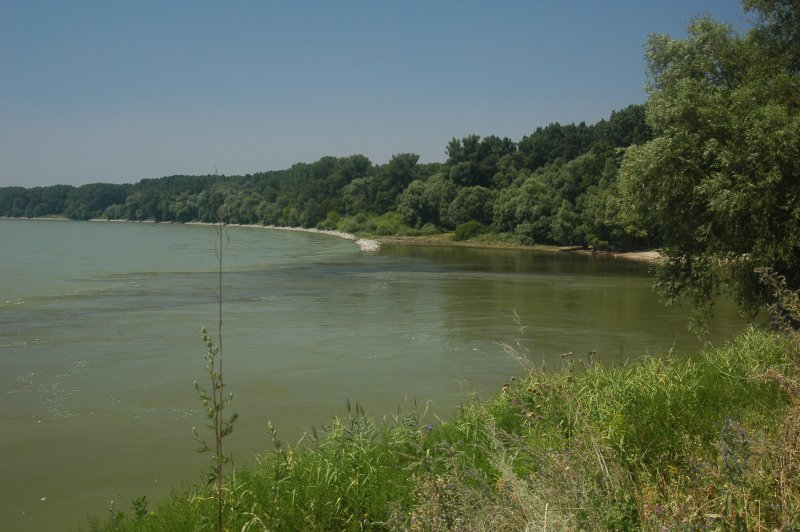
Mündung der March in die Donau

Von den Alpen und den Donauauen durch Wien und Niederösterreich her kommend, verengt sich das Strombett auf etwa 200 Meter und fließt am Fuße der Hundsheimer bzw. Hainburger Berge (Steilhang des Hundsheimer Bergs) in einer Rechtskurve am Prallhang der Devínske Karpaty (Thebener/Devíner Karpaten) vorbei in die Ebene von Bratislava. Die historischen Landmarken des linken Donauufers sind Burg Theben in Devín (heute Ortsteil von Bratislava) oder die Pressburger Burg.
Zwischen Hundsheimer und Thebner Kogel mündet überdies die March – von Mähren und dem Marchfeld kommend – bei Devín in die Donau. Die beiden Flüsse bilden die Staatsgrenze Österreich–Slowakei. Sie führt im Flussbereich der Donau von Osten nach Westen und verläuft ab der Marchmündung Richtung Norden. Südlich der Pforte ist die Donau aber beidufrig slowakisch (Rusovce/Karlburg, heute Stadtteil Bratislava V), das Dreistaateneck liegt 5 Kilometer ab von der Donau. Auch danach verläuft die slowakisch-ungarische Grenze am rechten Ufer.

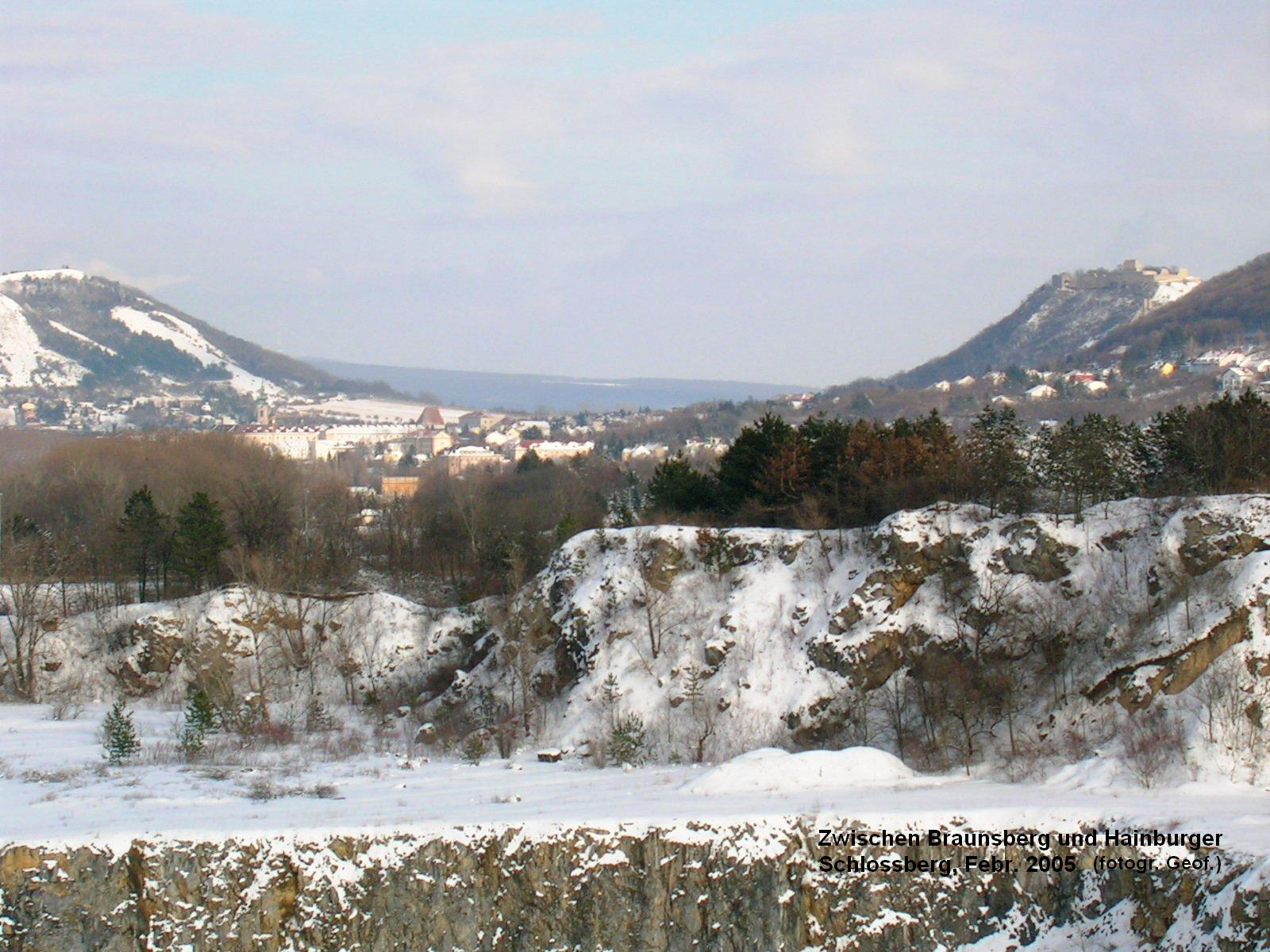
Senke zwischen Braunsberg (links) und Hainburger Schlossberg, beide in Hainburg an der südlichen Flanke der Hainburger Pforte, fotografiert von Nordosten. Hier war vermutlich eines von mehreren früheren Durchbruchstäler der Donau, das jetzt 2 km nördlicher ist.

Die Berge bei Bratislava gehören schon zu den Kleinen Karpaten, der Südwestspitze der Karpaten (Innere Westkarpaten). Die Hainburger Berge werden orographisch nach dem Donaulauf zu den Ostalpen gerechnet, vom Gestein sind sie Teil der Karpaten, den Übergang zwischen diesen beiden Gebirgen stellt das Leithagebirge südwestlich dar, sodass man die Hundsheimer Berge als Karpatengruppe betrachten kann. Geologisch sind beide Gebirge hier in einer Zone verknüpft, entsprechend der Klippenzone des Weinviertels als Verbindung zum Äußeren Karpatenbogen. Zum Leithagebirge hin erstrecken sich Prellenkirchner Flur und Parndorfer Platte im Burgenland, ein alter Durchbruch der Donau, heute Leitha-Unterlauf. Diese Brucker Pforte ist zwar wesentlich flacher, stellt aber den eigentlichen Übergang vom Wiener Becken in die Kleine Ungarische Tiefebene (ungarisch Kisalföld) dar.
Damit bildet die Pfortenlandschaft der Hainburger Pforte die lokale Verbindung von Alpen- und Karpatenraum. Das Wiener Becken gehört zum Pannonischen Becken, also zum Östlichen Alpenvorland, ist aber gleichzeitig ein Teil des Alpen-Karpaten-Vorlands, und ist zwischen Hainburger Pforte und Wiener Pforte bei Korneuburg/Klosterneuburg innerhalb der Alpen-Karpaten-Ketten eingebettet. Der Raum der Hainburger Pforte bildet eine doppelte geomorphologische Übergangszone. Damit stellt sie auch klimatisch einen Übergang zwischen alpin-mediterranem und Kontinentalklima dar.

## Geschichte und Kultur
Die Stromenge liegt nahe dem Dreiländereck Österreich-Slowakei-Ungarn und ist seit jeher ein wichtiger Verkehrsknotenpunkt. Hier kreuzt sich die Route entlang der Donau – dem beherrschenden Strom Mitteleuropas – mit der alten Bernsteinstraße, die den Mittelmeerraum mit Nordeuropa verbindet.
Strategische Bedeutung hatte die Hainburger Pforte bereits in der Römerzeit (Kastell Gerulata) und den nachfolgenden Völkerwanderungen, wo sie von den verschiedenen Mächten jeweils bewacht wurde. So befand sich bereits unter den Kelten eine Wallburg am Braunsberg. Im Mittelalter war die befestigte Stadt Hainburg und die darüber thronende Burg sowie die Burg Devín die Verteidigungslinie.
In dieser geschichtsträchtigen Region fanden seit der Steinzeit neben friedlichen Bevölkerungsbewegungen auch zahlreiche Kämpfe statt, darunter 907 die Schlacht von Pressburg, in welcher der bayerische Heerbann durch die Ungarn fast vollständig vernichtet wurde, und – etwa 20 km nördlich bei Dürnkrut-Jedenspeigen – die entscheidende Schlacht zwischen den Truppen König Přemysl Otakars von Böhmen und des neugewählten römisch-deutschen Königs Rudolf I. von Habsburg.
Kulturell sind Hainburger und Brucker Pforte seit dieser Zeit die Grenze zwischen deutschem und ungarischem Sprachgebiet, mit deutscher und auch kroatischer Mischbesiedelung Richtung Ungarn und deutsch-slowakischer Besiedlung nördlich der Donau. Die Slowakei wurde erst nach dem Zerfall der Habsburgermonarchie 1918 von Ungarn unabhängig (bis 1993 als Teil der Tschechoslowakei), das einstige Deutsch-Westungarn kam erst 1921 als Burgenland zu Österreich. Damit war hier auch noch während des Kalten Kriegs Lauf des Eisernen Vorhangs.
Erst mit der EU-Osterweiterung 2004 wurde die Hainburger Pforte wieder ein Raum der freien Passage, inzwischen stellt sie nicht nur ein Kernelement der Europaregion Centrope (Wien–Bratislava mit ungarischer Beteiligung) dar, sondern auch wieder einen Knoten des transkontinentalen Fernverkehrs, mit der West-Ost-Achse Westeuropa in den Schwarzmeerraum mit Anbindung des Balkanraums, und zunehmend wieder auch eine der Nord-Süd-Achsen vom Ostseeraum an die Obere Adria, entsprechend der antiken Bedeutung.
Ein architektonisches Symbol der Hainburger Pforte ist das Wienertor der Stadt Hainburg, das vor allem bis zur Eröffnung der Nordost Autobahn A6 einen verkehrstechnischen Engpass darstellte. Die dort befindliche Dauerausstellung trägt den Titel Das Wienertor zu Hainburg an der Donau.

Die Hainburger (Thebener) Pforte um 1873 (Aufnahmeblätter der Landesaufnahme)
Markthof, Hainburg,
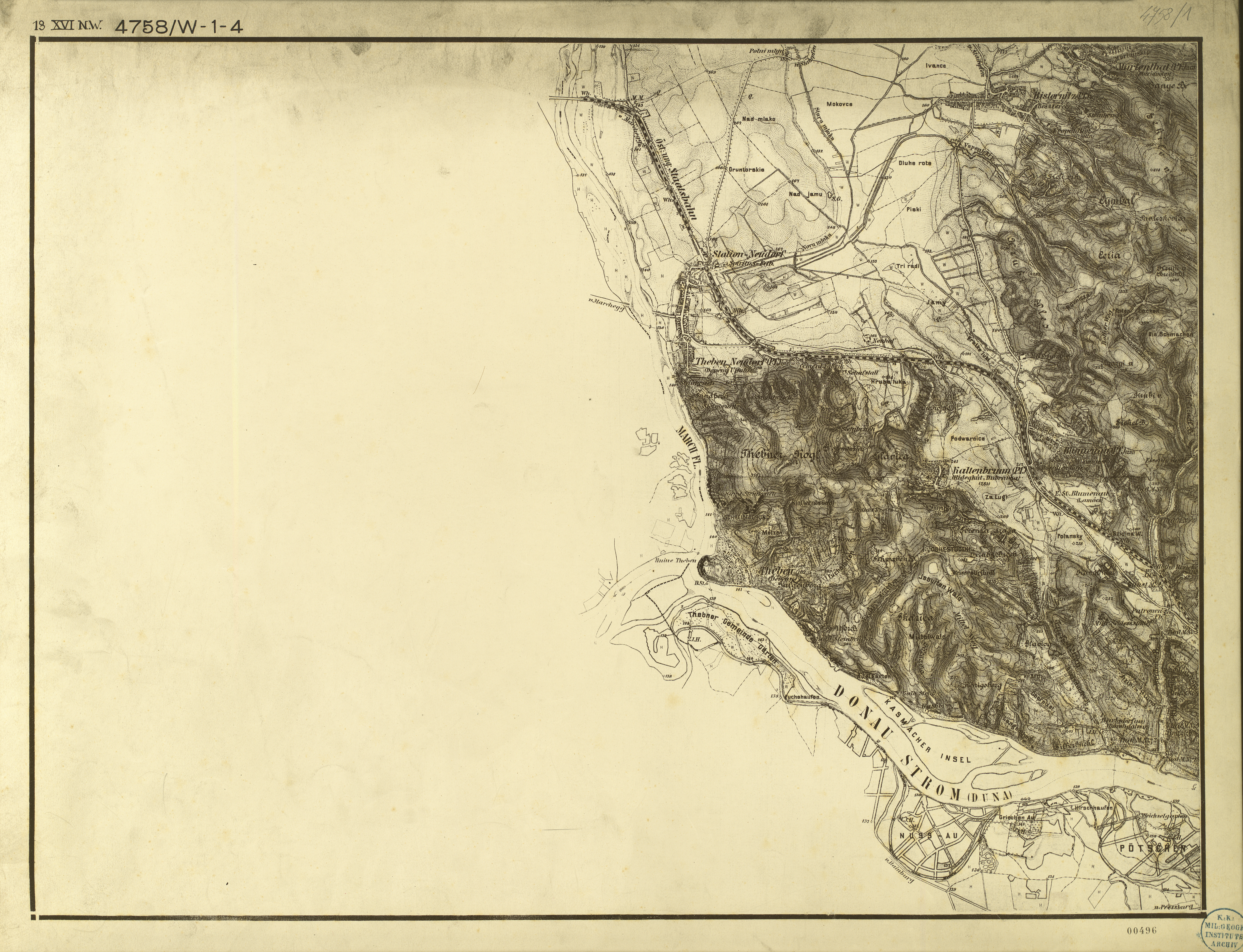
Devín